# Rood
Rood ist eine nicht mehr verwendete anglo-amerikanische Flächeneinheit. Das Einheitenzeichen ist ro.
1 rood = ¼ acre = 1210 sq.yd = 10.890 sq.ft. = 1011,7141056 m²
1 square mile = 640 acres = 2.560 roods
Im Deutschen wird die Einheit auch als Viertelmorgen bezeichnet.